# Radouň (Štětí)
Radouň (německy Radaun) je vesnice, část města Štětí v okrese Litoměřice. Od hlavní části města Štětí je vzdálena asi čtyři kilometry. Vsí protéká potok Obrtka.

## Historie
První písemná zmínka pochází z roku 1057. Podle historických pramenů byla Radouň rozdělena na tři části a byla zde tvrz, po které není nyní ani stopy. Hlavní radouňská ulice ústí do rozlehlé návsi, dnes s parkovou skupinou vysokých stromů, rybníčkem a kaplí. Kaple svatého Floriána pochází z roku 1767, je pozdně barokní a byla rekonstruována v letech 1866 a 1930. Po roce 2000 byla obnovena vnější omítka a střecha. Radouňská škola byla postavena roku 1876 a od počátku měla německý vyučovací jazyk. Po roce 1945, po odsunu německého obyvatelstva se zde učilo česky až do konce 70. let, kdy byla ves přiřazena k městu Štětí a škola zanikla. Následně byla budova využívána zemědělským družstvem a nyní je po odprodeji městem Štětí v soukromých rukou.

## Obyvatelstvo
|           | 1869 | 1880 | 1890 | 1900 | 1910 | 1921 | 1930 | 1950 | 1961 | 1970 | 1980 | 1991 | 2001 | 2011 |
| --------- | ---- | ---- | ---- | ---- | ---- | ---- | ---- | ---- | ---- | ---- | ---- | ---- | ---- | ---- |
| Obyvatelé | 609  | 667  | 629  | 564  | 562  | 577  | 623  | 307  | 347  | 293  | 222  | 171  | 197  | 222  |
| Domy      | 122  | 125  | 130  | 131  | 130  | 132  | 144  | 108  | 86   | 81   | 63   | 68   | 69   | 81   |

## Židovská komunita

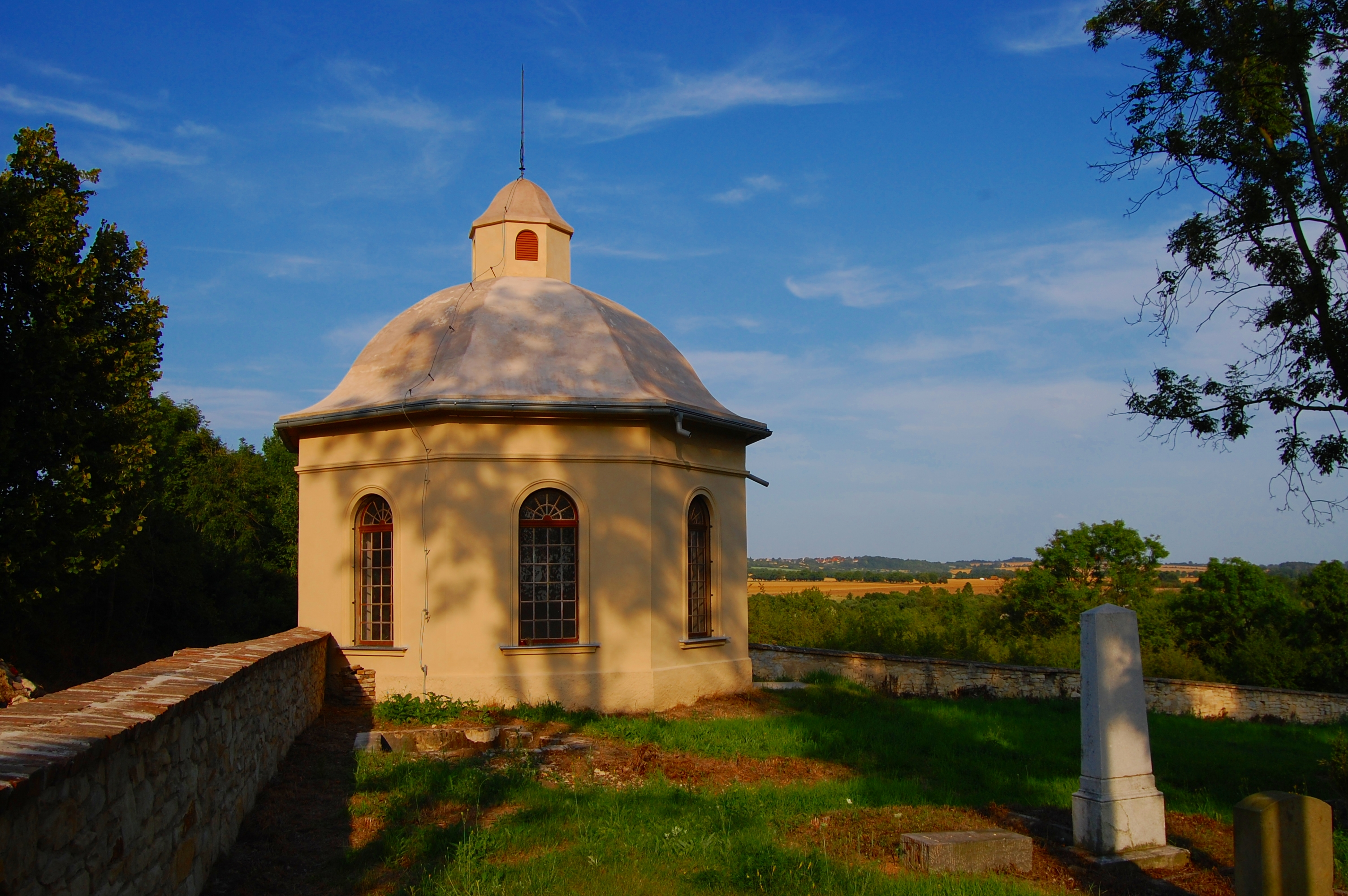
Osmiboká obřadní síň radouňského židovského hřbitova

Počátek židovského osídlení v Radouni se datuje k 18. století. V 19. století byla ve vesnici postavena synagoga, která stávala v ulici vedoucí z návsi na Čakovice. Budova byla stržena v 80. letech 20. století z důvodu havarijního stavu a místo po ní zůstává nadále prázdné. Na kopci severozápadně nad Radouní se nachází částečně zachovaný židovský hřbitov z roku 1789, který sloužil pro pohřby židů ze širokého okolí (např. Dubá, Štětí, Hoštka). Čítá na 200 náhrobků různého stylu a stáří. Součástí hřbitova je novorománská obřadní síň s betonovou kupolí.

## Pamětihodnosti
- Domy če. 15, 18, 24 a čp. 79, 87, 92
- Smuteční síň
- Kaple svatého Floriána
- Socha svatého Floriána
- Pískovcový podstavec kříže
- Židovský hřbitov

V radouňském katastru jsou dvě naleziště vstavače vojenského v chráněném přírodním útvaru Radouň I. a Radouň II.

## Rodáci
- Wilhelm Eckstein (1851–1925), český optik, podnikatel, mecenáš